# Szidi Bú Zid
Szidi Bú Zid város Tunéziában. Az azonos nevű kormányzóság székhelye. A város 135 km-re nyugatra fekszik Sfaxtól illetve 265 km-re délre a fővárostól, Tunisztól. A kiterjedt (600 km²) és átlagosan 50 méter mélységben levő talajvízrétegnek köszönhetően termékeny vidék, Tunézia egyik legfontosabb mezőgazdasági központja: elsősorban gabonaféléket, paradicsomot valamint gyümölcsféléket termesztenek. A második világháborúban egy fontos csata színhelye volt, mely a Hans-Jurgen von Arnim vezette német csapatok győzelmével ért véget.